# Villaobispo
Villaobispo es una localidad española del municipio de Santibáñez de Vidriales, en la provincia de Zamora, y la comunidad autónoma de Castilla y León.

## Ubicación
Está situada en la parte noroccidental de la comarca de Benavente y Los Valles. Esta localidad se encuentra situada en un llano del valle de Vidriales, formando un único casco urbano con Bercianos de Vidriales.

## Historia
En la Edad Media, el territorio en el que se asienta Villaobispo quedó integrado en el Reino de León, cuyos monarcas habrían emprendido la fundación del pueblo.
Posteriormente, en la Edad Moderna, Villaobispo fue una de las localidades que se integraron en la provincia de las Tierras del Conde de Benavente y dentro de esta en la Merindad de Vidriales y la receptoría de Benavente.
No obstante, al reestructurarse las provincias y crearse las actuales en 1833, Villaobispo pasó a formar parte de la provincia de Zamora, dentro de la Región Leonesa, quedando integrada en 1834 en el partido judicial de Benavente.

## Patrimonio
De su caserío, destaca la iglesia parroquial de Santa María y especialmente su espadaña.

## Fiestas
Villaobispo celebra las festividades de Santa Bárbara, a finales de mayo, y de San Miguel, el 29 de septiembre.

## Demografía
| 51                   | 51 | 50 | 44 | 42 | 39 | 37 | 37 | 37 | 36 | 36 | 36 | 34 | 21 |
| (Fuente: www.ine.es) |    |    |    |    |    |    |    |    |    |    |    |    |    |